# Panupong Wongsa
Panupong Wongsa (Thai: ภานุพงศ์ วงศ์ษา, * 23. November 1983 in Chiangmai) ist ein ehemaliger thailändischer Fußballspieler.

## Karriere

### Verein
Seine Karriere begann Panupong bei seinem Heimatverein, dem Chiangmai FC. Von 2002 bis 2003 spielte er in der Jugendabteilung des Vereins, 2004 wechselte er in die Seniorenmannschaft. 2005 wechselte er zur FC Royal Thai Police und absolvierte für diesen Klub bis 2007 insgesamt 60 Spiele. Zur Saison 2008 wechselte er zum FC PEA. Bei seinem neuen Verein konnte er dazu beitragen, die erste Meisterschaft in der Vereinsgeschichte zu gewinnen. Mit dem Klub stand er 2009 in der Qualifikationsrunde zur AFC Champions League 2009. Gegner war der FC Singapore Armed Forces. Nach einem 1:4 in der Verlängerung schied er mit seinem Verein aus. Als Verlierer der Qualifikation durfte der Klub aber am AFC Cup teilnehmen und er sammelte somit seine ersten Erfahrungen in einem kontinentalen Vereinswettbewerb. Ende der Saison 2009 wurde er vom neuen Meister Muang Thong verpflichtet. Auch mit diesem Verein konnte er an der Qualifikationsrunde zur AFC Champions League teilnehmen. Nachdem der Klub in der ersten Runde den SHB Đà Nẵng mit 3:0 bezwingen konnte, traf man in der zweiten Runde auf den Meister Singapurs, die Singapore Armed Forces. Auch in seinem zweiten Anlauf schaffte er es nicht, die Hürde zu nehmen. Für ihn persönlich tragisch, das Spiel musste im Elfmeterschießen entschieden werden. Panupong war dabei der zweite Schütze seiner Mannschaft. Sein Elfmeter war sehr schlecht geschossen und konnte vom gegnerischen Schlussmann pariert werden.

### Nationalmannschaft
Für die Nationalmannschaft stand er bisher im Kader der U-23 und nahm an der Qualifikation zu den Olympischen Spielen 2000 teil. Im gleichen Jahr gewann er mit einer Auswahl die Goldmedaille bei der Sommer-Universiade 2007. Ein Jahr später – 2008 – zählte er zum Kader der ASEAN-Fußballmeisterschaft.

## Erfolge

### Verein
Provincial Electricity
- Thai Premier League: 2008

Muangthong United
- Thailändischer Pokalfinalist: 2010
- Kor Royal Cup: 2010

### Nationalmannschaft
- Sommer-Universiade: 2007
- ASEAN-Fußballmeisterschaft: 2008  (Finalist)